# Cole House

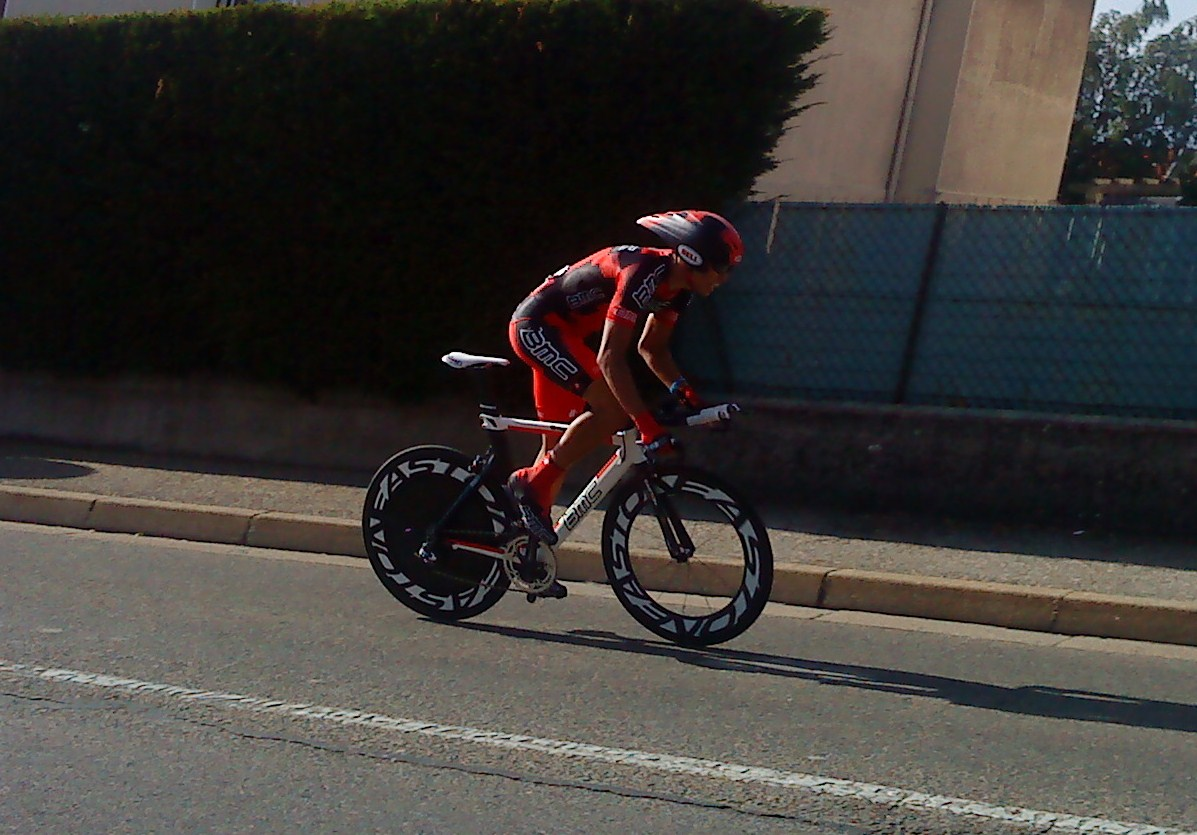
Cole House bei der Tour de l’Ain 2010

Cole House (* 5. Februar 1988) ist ein US-amerikanischer Straßenradrennfahrer.
Cole House gewann 2005 in Val d’Or die fünfte Etappe bei dem Juniorenrennen Tour de l’Abitibi. In der Saison 2008 gewann er bei der Tour of Belize das Mannschaftszeitfahren mit dem US-amerikanischen Nationalteam. Außerdem belegte er auf dem sechsten Teilstück den dritten Platz.

## Erfolge
2008
- Mannschaftszeitfahren Tour of Belize

## Teams
- 2010 BMC Racing Team (Stagiaire)
- 2011 RealCyclist.com Cycling Team
- 2012 Competitive Cyclist Racing Team